# Give
Give – miasto w Danii, w regionie Dania Południowa, w gminie Vejle.